# モファット郡 (コロラド州)
モファット郡（モファットぐん、英: Moffat County）は、アメリカ合衆国コロラド州の北西隅に位置する郡である。2010年国勢調査での人口は13,795人であり、2000年の13,184人から4.6％増加した。面積ではコロラド州の郡で第2位である。郡庁所在地はクレイグ市（人口9,464人）であり、同郡で人口最大の都市でもある。郡内人口の約7割がこの都市に集中している。

## 歴史
モファット郡は1911年2月27日にラウト郡西部が分離してコロラド州議会によって創設され、た。郡名はコロラド州の大物実業家で、この年1911年に死んだデイビッド・H・モファットに因んで名付けられた。モファットの鉄道であるデンバー・ノースウェスタン・アンド・パシフィック鉄道は、デンバーからソルトレイクシティまでの線を建設しようとしていた。1913年に再編されたデンバー・アンド・ソルトレイク鉄道は、モファット郡の郡庁所在地クレイグまで届いたが、そこまでに終わった。

## 地理
アメリカ合衆国国勢調査局に拠れば、郡域全面積は4,750.94平方マイル (12,304.9 km2)であり、このうち陸地は4,742.25平方マイル (12,282.4 km2)、水域は8.69平方マイル (22.5 km2)で水域率は0.18％である。

### 隣接する郡
- ラウト郡 - 東
- リオブランコ郡 - 南
- ユインタ郡 (ユタ州) - 西
- ダゲット郡 (ユタ州) - 西
- スウィートウォーター郡 (ワイオミング州) - 北
- カーボン郡 (ワイオミング州) - 北

## 人口動態
以下は2000年の国勢調査による人口統計データである。
| 基礎データ - 人口: 13,184人 - 世帯数: 4,983 世帯 - 家族数: 3,577 家族 - 人口密度: 1人/km2（3人/mi2） - 住居数: 5,635軒 - 住居密度: 0軒/km2（1軒/mi2） 人種別人口構成 - 白人: 93.61% - アフリカン・アメリカン: 0.21% - ネイティブ・アメリカン: 0.88% - アジア人: 0.33% - 太平洋諸島系: 0.02% - その他の人種: 3.17% - 混血: 1.77% - ヒスパニック・ラテン系: 9.46% 年齢別人口構成 - 18歳未満: 28.5% - 18-24歳: 8.6% - 25-44歳: 29.9% - 45-64歳: 23.8% - 65歳以上: 9.4% - 年齢の中央値: 35歳 - 性比（女性100人あたり男性の人口） - 総人口: 107.7 - 18歳以上: 106.2 | 世帯と家族（対世帯数） - 18歳未満の子供がいる: 38.2% - 結婚・同居している夫婦: 58.7% - 未婚・離婚・死別女性が世帯主: 8.2% - 非家族世帯: 28.2% - 単身世帯: 23.6% - 65歳以上の老人1人暮らし: 8.1% - 平均構成人数 - 世帯: 2.58人 - 家族: 3.05人 収入と家計 - 収入の中央値 - 世帯: 41,528米ドル - 家族: 45,511米ドル - 性別 - 男性: 37,288米ドル - 女性: 22,080米ドル - 人口1人あたり収入: 18,540米ドル - 貧困線以下 - 対人口: 8.3% - 対家族数: 6.9% - 18歳未満: 8.3% - 65歳以上: 9.3% |

### 収入

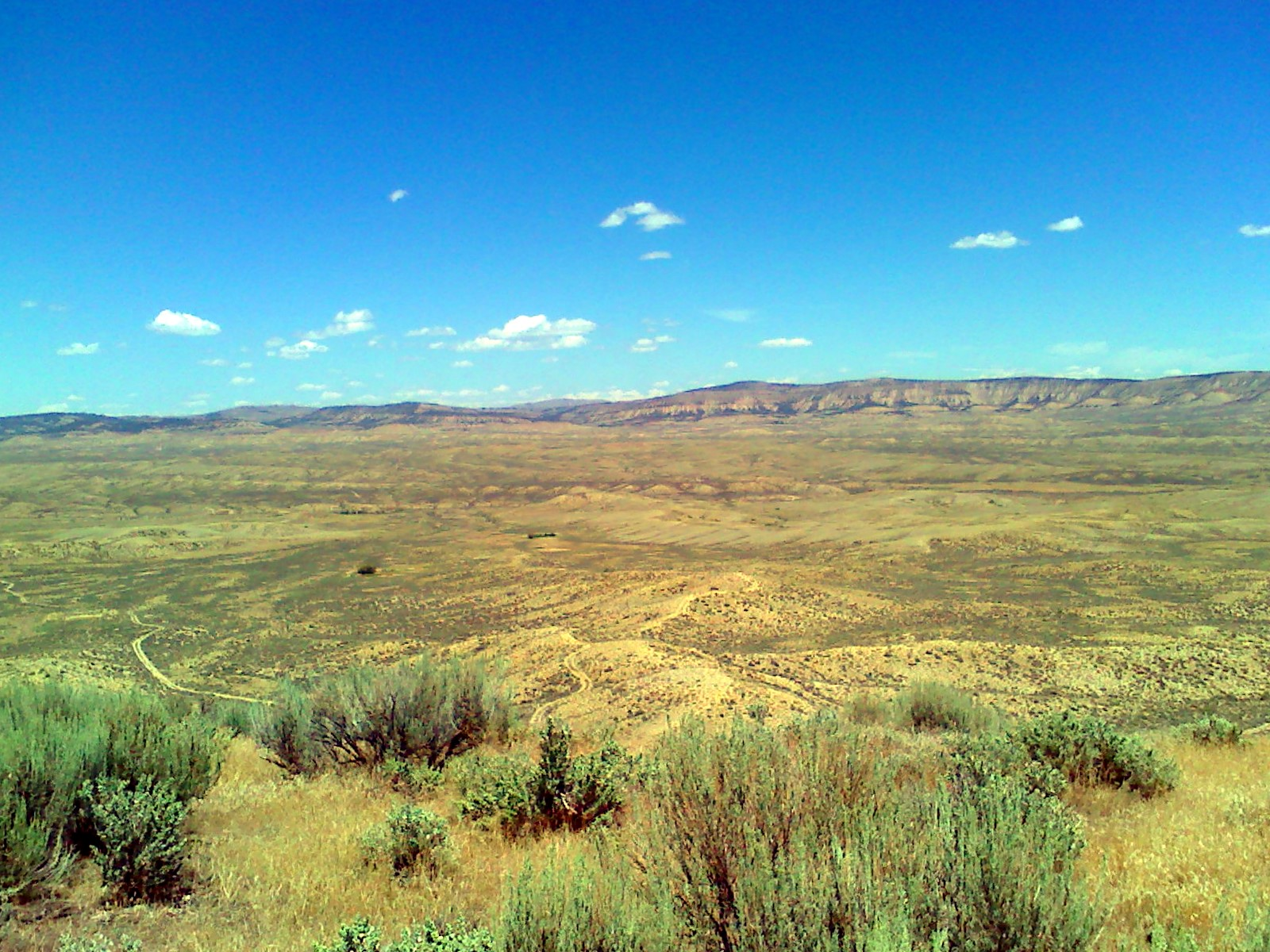
ウルフクリーク野生生物管理地域

## 都市と町
- クレイグ - 郡庁所在地
- ダイノソー
- メイベル

## 国立保護地域
- ダイノソー国立保護区はモファット郡とユタ州ユインタ郡に跨っている。保護区の本部は郡内ダイノソーの東にある。

## その他の保護地域
- ブラウンズパーク国立野生生物保護区
- ラウト国立の森
- ホワイト川国立の森
- ヤンパ川州立公園

## 景観道路
- ダイノソー・ダイヤモンド古生代ハイウェイ国立景観側道